# Devil May Cry 4
Devil May Cry 4 je akční adventura z roku 2008, kterou vyvinula a vydala společnost Capcom. Byla vydána pro platformy PlayStation 3, Xbox 360 a Microsoft Windows. Jedná se o čtvrtý díl série Devil May Cry, autorem je Bingo Morihashi a režisérem Hideaki Itsuno.

## Synopse
Příběh sleduje Nera, mladého muže disponujícího démonickými schopnostmi, který má za úkol zastavit hlavního hrdinu série Danteho, který zavraždil vůdce Order of the Sword. Hráč ovládá Nera i Danteho, kteří bojují proti nepřátelům pomocí svých démonických schopností a různých zbraní.

## Vývoj
Devil May Cry 4 je prvním dílem série, který vyšel současně pro více konzolí. Během vývoje se společnost Capcom zaměřila na to, aby každá verze dosáhla stejné vizuální kvality pomocí herního enginu MT Framework. Vývojářský tým tvořilo přibližně osmdesát lidí.
Nero byl představen, aby přilákal nové hráče. Zpracování postavy Danteho se u hráčů ukázala jako náročná, protože vývojáři ho potřebovali použít jako vedlejší postavu v příběhu.

## Vydání
Hra byla vydána v roce 2008 pro platformy PlayStation 3, Xbox 360 a Microsoft Windows.
Na iOS vyšla pod názvem Devil May Cry 4: Refrain v únoru 2011. Remasterovaná verze hry vyšla v červnu 2015 pod názvem Devil May Cry 4: Special Edition.

### Pokračování
Pokračování Devil May Cry 5 vyšlo 8. března 2019.

## Ohlasy
Hra byla kritikou přijata kladně. Byla chválena za náročnost, vizuální stránku a charakter Nera jako nového hrdiny. Byla však kritizována za backtracking v Danteho fázích a problematickou kameru.
Hry se celosvětově prodalo přes tři miliony kusů a stala se nejprodávanějším titulem série před vydáním jejího pokračování. Následně byla adaptovaná do podoby dvoudílného lehkého románu.